# Pepe (Fußballspieler, 1983)
Pepe [pɛp(ɯ)] (* 26. Februar 1983 in Maceió, Brasilien; bürgerlich Képler Laveran Lima Ferreira) ist ein ehemaliger portugiesischer Fußballspieler. Der Innenverteidiger spielte zehn Jahre bei Real Madrid und gewann mit dem Klub je drei Mal die UEFA Champions League und spanische Meisterschaft. Mit der portugiesischen Nationalmannschaft gewann er die Europameisterschaft 2016. Im Juni 2024 wurde er zum ältesten Spieler, der je bei einer EM-Endrunde eingesetzt wurde.

## Karriere

### Vereine
Pepe begann seine Karriere in seiner Heimatstadt Maceió bei SC Corinthians Alagoano. Als 18-Jähriger verließ er Alagoas auf eigene Faust und ging nach Portugal, wo er bei verschiedenen Vereinen spielte, bevor er vom portugiesischen Erstligisten Marítimo Funchal verpflichtet wurde. Dort eroberte er an der Seite von Mitchell van der Gaag schnell einen Stammplatz in der Innenverteidigung. Im Juli 2002 trainierte er für zwei Wochen mit Sporting Lissabon, wobei ein Vertrag aus finanziellen Gründen nicht zustande kam.
Nach drei Jahren Aufenthalt kam er schließlich 2004 für rund zwei Millionen Euro zum FC Porto. Mit diesem feierte Pepe zahlreiche Erfolge. Bereits 2004 gewann er den Weltpokal, 2006 gelang das Double aus Meisterschaft und Pokalsieg sowie der Sieg im Supercup. In der Saison 2006/07 gewann man erneut die Meisterschaft. 2007 ließ er sich in Portugal einbürgern und spielt seither für die Portugiesische Fußballnationalmannschaft.
Im Sommer desselben Jahres wechselte er für eine Summe von rund 30 Millionen Euro zum spanischen Rekordmeister Real Madrid. Bereits in seiner ersten Saison gewann er die spanische Meisterschaft.
Am 21. April 2009 verlor Pepe beim Ligaspiel Madrids gegen den FC Getafe nach einem Foul an seinem Gegenspieler Casquero im Strafraum die Beherrschung. Seiner Meinung nach hatte sich der Getafe-Spieler absichtlich fallen lassen. Nach dem Pfiff des Schiedsrichters trat er den am Boden liegenden Spieler mehrfach, drückte ihn zu Boden und schlug Juan Albín ins Gesicht. Pepe wurde mit der Roten Karte vom Platz gestellt und beschimpfte die Schiedsrichter beim Verlassen des Spielfeldes. Nach dem Spiel wurde er für zehn Ligaspiele gesperrt.
Auch in den folgenden Jahren fiel Pepe wiederholt durch überharte Fouls und Unsportlichkeiten auf. So trat er etwa im Hinspiel des spanischen Pokalviertelfinales im Januar 2012 anscheinend absichtlich auf die Hand des am Boden liegenden Lionel Messi. In den Medien geriet er für sein Verhalten mehrfach heftig in die Kritik. Insgesamt wurde Pepe in Diensten von Real Madrid sechs Mal des Feldes verwiesen.
In der Saison 2009/10 fiel Pepe verletzungsbedingt lange aus und bestritt lediglich zehn Ligaspiele. Nach seiner Genesung kämpfte er sich nicht zuletzt mit seiner Kopfballstärke zurück ins Team und etablierte sich als Stammspieler und einer der weltweit besten Innenverteidiger. Im Juli 2011 verlängerte er seinen auslaufenden Vertrag bei Real Madrid um weitere fünf Jahre bis 2016. In der Saison 2011/12 trug er mit 29 Einsätzen zum Gewinn der Meisterschaft bei. Zwei Jahre später gewann er mit Real Madrid die Champions League und wurde von der UEFA für seine Leistungen in die Mannschaft der Saison aufgenommen.
Nach zwei weiteren Champions-League-Titeln (2016, 2017), einer weiteren Meisterschaft (2017) sowie je zwei Erfolgen im UEFA Super Cup und der FIFA-Klub-Weltmeisterschaft verkündete Pepe am Ende der Saison 2016/17 nach zehn Jahren Vereinszugehörigkeit und Ablauf seines Vertrages seinen Abschied von Real Madrid. Die Klubführung hatte ihm lediglich eine Vertragsverlängerung um ein weiteres Jahr angeboten. Diese hatte Pepe abgelehnt.
Zur Saison 2017/18 unterschrieb Pepe einen Zweijahresvertrag bei Beşiktaş Istanbul. Mitte Dezember 2018 löste Pepe nach gegenseitigem Einvernehmen mit der Vereinsführung seinen Vertrag vorzeitig auf und verließ den Klub.
Anfang Januar 2019 kehrte Pepe zum FC Porto zurück. Er erhielt einen Vertrag mit einer Laufzeit bis zum 30. Juni 2021. Nach dem Gewinn des Doubles in der Saison 2019/20 wurde sein Vertrag vorzeitig bis Juni 2023 verlängert. In der Spielzeit 2021/22 feierte er mit Porto ein weiteres Double. Im April 2023 verlängerte Pepe seinen Vertrag bei Porto um ein weiteres Jahr. Am 25. Oktober 2023 wurde Pepe mit 40 Jahren und 241 Tagen beim 4:1 Gruppensieg gegen Royal Antwerpen zum ältesten Feldspieler in der UEFA Champions League und brach damit den Rekord, den zuvor Alessandro Costacurta, mit 40 Jahren und 211 Tagen, 17 Jahre lang gehalten hatte. Im Rückspiel gegen Antwerpen, am 7. November 2023, erzielte Pepe beim 2:0-Sieg den zweiten Treffer für Porto und avancierte mit einem Alter von 40 Jahren und 254 Tagen zum ältesten Torschützen in der Champions League. Er löste Francesco Totti ab, der mit einem Alter von 38 Jahren und 59 Tagen den Rekord seit November 2014 innehatte. Sein bis Ende Juni 2024 gültiger Vertrag wurde nicht verlängert.
Am 8. August 2024 gab er mit 41 Jahren sein Karriereende bekannt.

### Nationalmannschaft

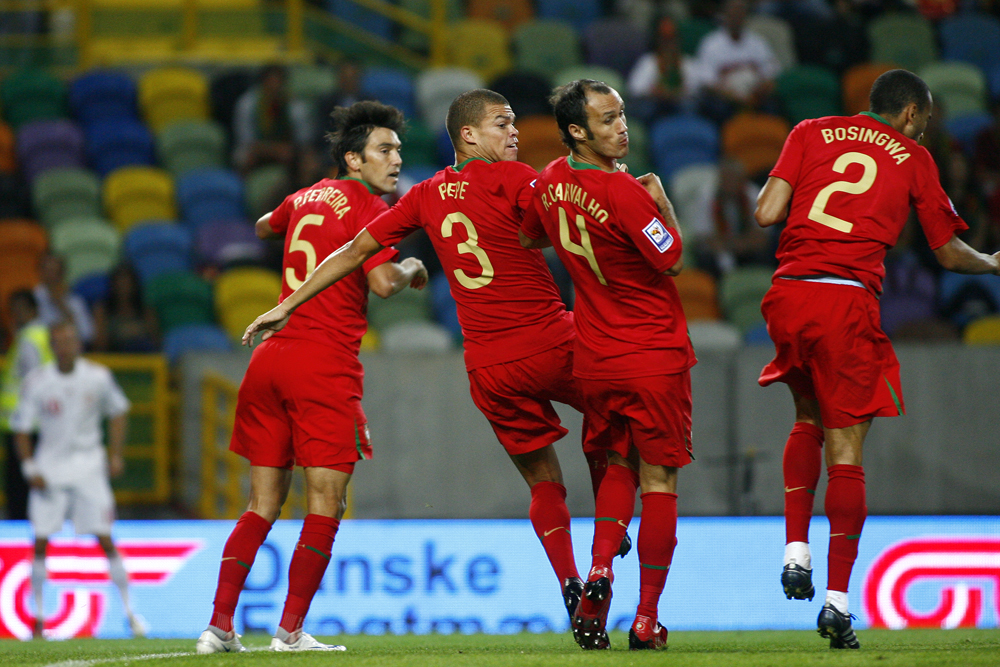
Pepe bei der portugiesischen Nationalmannschaft mit Rückennummer „3“

Nachdem der in Brasilien geborene Pepe im August 2007 die portugiesische Staatsbürgerschaft erhalten hatte, absolvierte er am 21. November 2007 im Spiel gegen Finnland sein Debüt in der Nationalmannschaft. Er nahm in der Folge an den Weltmeisterschaften 2010, 2014, 2018 und 2022 sowie an den Europameisterschaften 2008, 2012, 2016, 2021 und 2024 teil. Sein größter Erfolg war der Gewinn der EM 2016, nach deren Finale Pepe als Man of the Match ausgezeichnet wurde. Ferner wurde er bei seinen ersten drei Europameisterschaften in die Mannschaft des Turniers gewählt. Am 6. September 2018 bestritt er als sechster Portugiese sein 100. Länderspiel. Mit 41 Jahren und 113 Tagen wurde er am 18. Juni 2024 mit seinem Einsatz im ersten Gruppenspiel der EM 2024 bei dem 2:1-Sieg gegen die Tschechen der älteste Spieler, der je bei einer EM-Endrunde eingesetzt wurde (Mit Stand 5. Juli 2024: 41 Jahre und 130 Tage). Er überbot damit Gábor Király, der bei seinem letzten Spiel für die Ungarn 40 Jahre und 86 Tage alt war.

## Titel und Auszeichnungen

### Nationalmannschaft
- Europameister: 2016
- UEFA-Nations-League-Sieger: 2019

### Vereine
International
- Champions-League-Sieger (3): 2014, 2016, 2017 (alle Real Madrid)
- Klub-Weltmeister (2): 2014, 2016 (beide Real Madrid)
- Weltpokalsieger: 2004 (FC Porto)
- UEFA-Super-Cup-Sieger (2): 2014, 2016 (beide Real Madrid)

Portugal
(alle FC Porto)
- Meister (4): 2006, 2007, 2020, 2022
- Pokalsieger (5): 2006, 2020, 2022, 2023, 2024
- Supercupsieger (4): 2004, 2006, 2020, 2022
- Ligapokalsieger: 2023

Spanien
(alle Real Madrid)
- Meister (3): 2008, 2012, 2017
- Pokalsieger (2): 2011, 2014
- Supercupsieger (2): 2008, 2012

### Auszeichnungen
- Portugals Fußballer des Jahres im Ausland: 2014
- UEFA All-Star-Team der Europameisterschaft: 2008, 2012, 2016